# Donald Cameron
Donald Cameron là cầu thủ bóng bầu dục quốc tế người Scotland.
Ông chơi cho đội Glasgow High School FP RFC.
Người anh em của ông Angus Cameron cũng chơi cho đội Scotland.